# 蓬蒂尼
蓬蒂尼（法語：Pontigny，法語發音：[pɔ̃tiɲi]）是法国勃艮第-弗朗什-孔泰大区约讷省的一个市镇，属于欧塞尔区。

## 地理
蓬蒂尼（47°54'25"N, 3°42'39"E）面积11.92 平方千米，位于法国勃艮第-弗朗什-孔泰大區约讷省，该省份为法国中北部内陆省份，西接卢瓦雷省，西北接塞纳-马恩省，南至涅夫勒省，东临科多尔省，东北与奥布省接壤。
与蓬蒂尼接壤的市镇（或旧市镇、城区）包括：沃努斯、利尼奥雷勒、利尼勒沙泰勒、鲁夫赖、韦尔日尼。

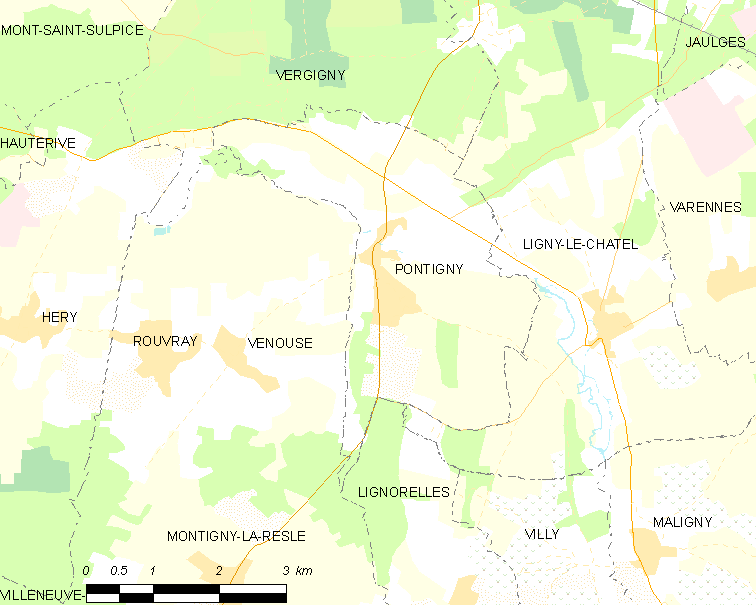
蓬蒂尼的OSM定位图

蓬蒂尼的时区为UTC+01:00、UTC+02:00（夏令时）。

## 行政
蓬蒂尼的邮政编码为89230，INSEE市镇编码为89307。

## 政治
蓬蒂尼所属的省级选区为沙布利县。

## 人口

1962-2008年间蓬蒂尼人口变化图示

蓬蒂尼于2022年1月1日时的人口数量为774人。